# Fox Mulder
Fox William Mulder, pseud. Spooky (pol. Nawiedzony) (ur. 13 października 1961 w Chilmark w stanie Massachusetts) – postać fikcyjna z serialu telewizyjnego Z Archiwum X oraz dwóch filmów: Z Archiwum X: Pokonać przyszłość i Z Archiwum X: Chcę wierzyć, którą zagrał David Duchovny.

## Opis postaci
Bardzo nie lubi swojego imienia, nawet rodziców prosił, by mówili do niego per „Mulder”. Jego ojcem biologicznym jest Palacz, jednak jego wychowawcami byli Elizabeth „Teena” i William „Bill” Mulder. William Mulder zginął w ostatnim odcinku 2. sezonu, z rąk Alexa Kryceka. Teena Mulder popełniła samobójstwo w 10. odcinku 7. sezonu, gdy dowiaduje się, że jest chora na raka Pageta. Ma dwoje rodzeństwa: siostrę przyrodnią – Samanthę, która, jak się ostatecznie okazało, nie żyje, oraz brata – Jeffreya Spendera (również przyrodniego).
Wraz ze swoją partnerką, Daną Scully, prowadzi Archiwum X – komórkę zajmującą się sprawami niesamowitymi i niewyjaśnionymi. Od drugiego sezonu ich przełożonym jest Zastępca Dyrektora Departamentu FBI Walter Skinner. Mulder ukończył z wyróżnieniem psychologię na Uniwersytecie Oxfordzkim i jest wybitnym analitykiem. Przez kolegów z FBI jest jednak uważany za nawiedzonego fanatyka, ponieważ nie tylko wierzy głęboko w istnienie zjawisk nadprzyrodzonych, ale i wciąż stara się ujawnić rządową konspirację mającą na celu ukrycie m.in. kontaktów rządu z istotami pozaziemskimi. Zainteresowanie tymi tematami wzbudziło w nim bezpowrotne zaginięcie jego siostry Samanthy, która – jak wierzy Mulder – została porwana przez kosmitów, kiedy oboje byli dziećmi. Jest daltonistą. Uzależniony od słonecznika. Jego największym hobby jest koszykówka.
Na przestrzeni wielu lat Mulderowi kilkukrotnie wydawało się, że jest na tropie, albo że wręcz odnalazł siostrę, jednak były to podstawione osoby lub klony porwanej dziewczynki. W końcu okazało się, że Samantha od dawna już nie żyje – kilka lat po porwaniu uciekła z rządowego ośrodka, w którym ją przetrzymywano i została uratowana od tropiących ją prześladowców przez istoty duchowe, które zabrały jej duszę do lepszego miejsca.
Przez swoje odważne poszukiwanie prawdy, w którym pomagali mu na przestrzeni lat różni informatorzy, Mulder często znajdował się w niebezpieczeństwie utraty pracy, zdrowia i życia. W 2000 sam również został porwany przez kosmitów i po kilku miesiącach odnalazł się martwy. Już po pogrzebie Scully odkryła jednak, że jej partner został zainfekowany pozaziemskim wirusem i udało jej się przywrócić go do życia po ekshumacji. Mulder wrócił na krótko do pracy w FBI, szybko został jednak zwolniony przez nieprzychylnego agentom szefa.
Kiedy urodziło się dziecko, jego i Scully, Mulder dla bezpieczeństwa całej trójki przez niemal rok ukrywał się w Nowym Meksyku. Kiedy po roku w ukryciu udało mu się wykraść niezwykle ważne informacje dotyczące planowanej inwazji kosmitów, został schwytany, oskarżony o morderstwo i skazany na śmierć. Z pomocą przełożonych, Waltera Skinnera i Alvina Kersha oraz agentów Johna Doggetta i Moniki Reyes uciekł z więzienia i wraz ze Scully udali się w nieznanym kierunku.

## Aktorzy
- David Duchovny
- młodsza wersja:
  - Marcus Turner
  - Alex Haythorne
  - Nick Lashaway
- James Bamford, Brett Bell, Jaap Broeker (dublerzy Davida Duchovnego)